# Väinö Raitio

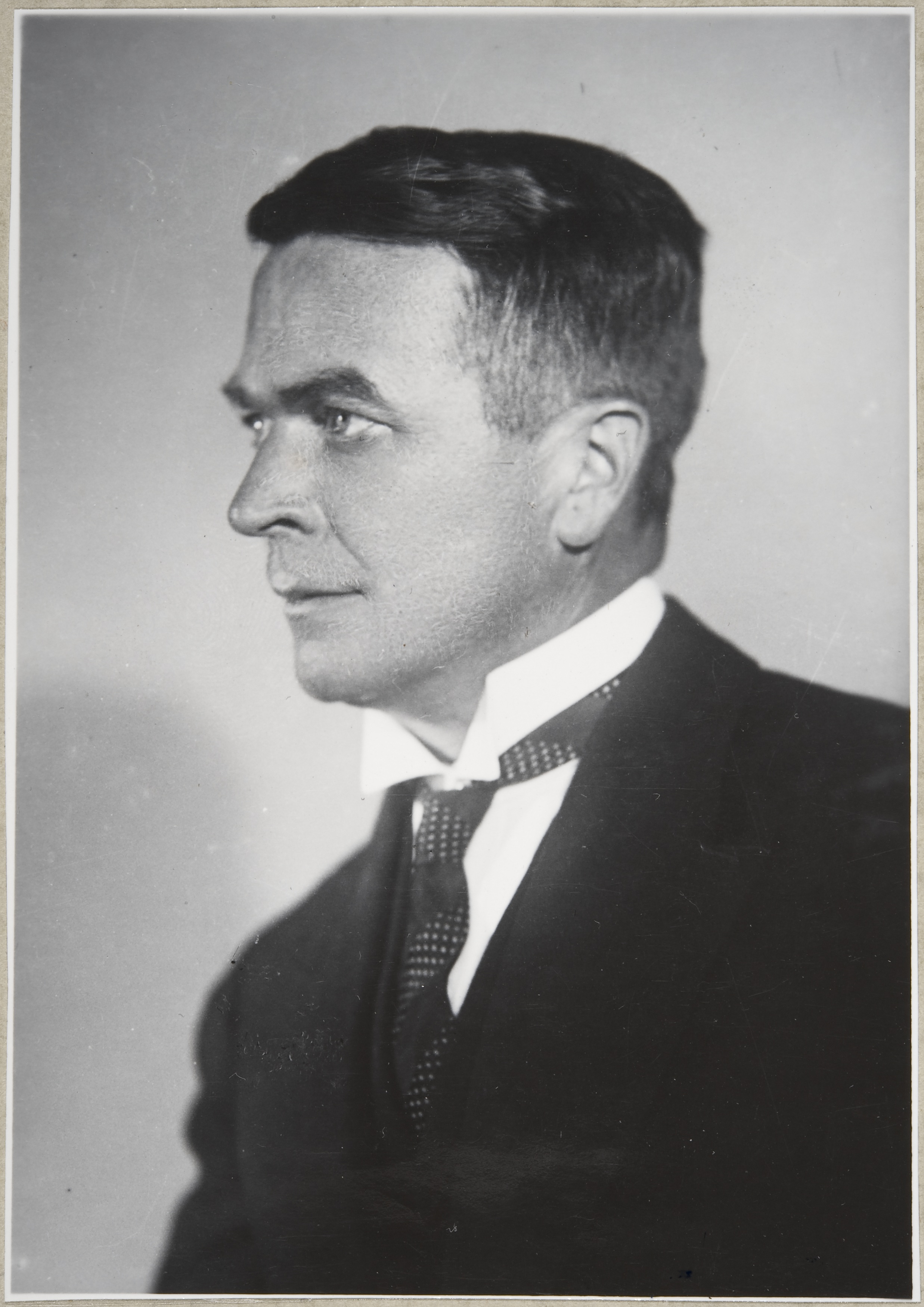
Väinö Raitio

Väinö Eerikki Raitio (* 15. April 1891 in Sortavala, Großfürstentum Finnland; † 10. September 1945 in Helsinki) war ein finnischer Komponist.
Raitio studierte am Musikinstitut in Helsinki (heute Sibelius-Akademie) bei Erkki Melartin und Erik Furuhjelm und absolvierte 1916–17 ein Postgraduiertenstudium am Moskauer Konservatorium. Er vervollkommnete seine Ausbildung in Berlin (1921) und in Paris (1925–26), wo er die Musik Alexander Skrjabins und Claude Debussys kennenlernte.
Von 1926 bis 1932 war er Kompositionslehrer in Viipuri, danach lebte er in Helsinki. Neben mehreren sinfonischen Dichtungen komponierte Raitio u. a. Opern und Ballette, Kammermusik und zahlreiche Chorwerke und Lieder.

## Werke
- Karkelokuva für Orchester, 1910
- Danse macabre für Orchester, 1912
- Klavierkonzert  c-moll, 1914
- Runoelma (Poème), 1915
- Sinfoninen balladi (sinfonische Ballade), 1916
- Fantastinen tanssi (fantastischer Tanz) für Orchester, 1916
- Symphonie g-moll, 1918–19
- Kolme laulua, Melodram, 1920
- Fantasia estatica für Orchester, 1921
- Antigone, 1921–22
- Kuutamo Jupiterissa (Mondlicht auf dem Jupiter), Andante fantastico, 1922–23
- Fantasia poetica für Orchester, 1923
- Pyramidi (Die Pyramide), 1924–25
- Puistokuja, 1926
- Jeftan tytär (Jephtas Tochter), lyrisches Drama, 1929
- Vesipatsas (Die Wasserhose), Ballett-Intermezzo, 1929
- Prinsessa Cecilia, Musikdrama, 1933
- Väinämöisen kosinta, Oper, 1934–36
- Kesäkuvia (Hämeestä) (Sommerszenen), 1935
- Metsäidyllejä (Waldidyllen), 1935
- Felis domestica, Scherzo, 1935
- Alkusoitto ja välisoittoja kuunnelmaan Antigone (Vorspiel und Zwischenspiele zum Hörspiel Antigone), 1936
- Doppelkonzert für Violine und Cello, 1936
- Lyydian kuningas (Der König von Lydien), Oper, 1937
- Musiikkia näytelmään Asaria (Bühnenmusik für Asaria), 1937
- Kaksi kuningatarta (Die zwei Königinnen), Oper, 1937–40
- Notturno für Violine und Orchester, 1938
- Fantasie für Cello, Harfe und Orchester, 1941
- Lauluja näytelmään Keinumorsian, Oper, 1942
- Le ballet grotesque, 1943